# Amandine Brossier
Amandine Brossier (Cholet, 15 de agosto de 1995) es una deportista de Francia que compite en atletismo.
Ganó una medalla de plata en el Campeonato Europeo de Atletismo Sub-23 de 2017 y una medalla de plata en los Juegos Mediterráneos de 2018, en la prueba de 4 × 400 m. Participó en los Juegos Olímpicos de Tokio 2020, en la prueba de 400 m.